# Khoshkkān
Khoshkkān (persiska: خشک کان) är en ort i Iran.   Den ligger i provinsen Khorasan, i den östra delen av landet, 700 km öster om huvudstaden Teheran. Khoshkkān ligger 1 784 meter över havet och antalet invånare är 275.
Terrängen runt Khoshkkān är kuperad. Runt Khoshkkān är det glesbefolkat, med 10 invånare per kvadratkilometer. Närmaste större samhälle är Sarāyān, 19,3 km väster om Khoshkkān. Trakten runt Khoshkkān är ofruktbar med lite eller ingen växtlighet.